# Crinia bilingua
Crinia bilingua är en groddjursart som först beskrevs av Martin, Tyler och Davies 1980.  Crinia bilingua ingår i släktet Crinia och familjen Myobatrachidae. IUCN kategoriserar arten globalt som livskraftig. Inga underarter finns listade i Catalogue of Life.